# Frank Hall Knowlton
Frank Hall Knowlton, född 2 september 1860, död 22 november 1926, var en amerikansk botaniker, ornitolog och naturforskare. Sina tidigare år ägnade han åt geologiska undersökningar och han intresserade sig för fossila växter i den lokala brunkolen och blev senare specialist på paleobotanik.
Han föddes i Brandon, Vermont i USA. Han studerade vid Middlebury College där han intresserade sig för naturhistoria. Han var paleontologiassistent år 1894 och befordrades till geolog år 1907. Han anslöt sig till George Washington University som professor i botanik och fick doktorsexamen 1896. Han grundade tidskriften The Plant World 1897 och skrev i den under de första sju åren. 